# Stadio Armandie
Lo stadio Armandie (in francese Stade Alfred-Armandie) è un impianto sportivo francese di Agen.
Dedicato principalmente al rugby, fu inaugurato nel 1921 ed è la sede degli incontri interni del locale club dell'Agen.
Passato attraverso diverse ristrutturazioni ed estensioni, è capace di 12 000 posti e fu tra gli impianti che accolsero gare della Coppa del Mondo di rugby 1991 co-ospitata dalla Francia.

## Storia
Lo stadio si trova all'interno di un complesso sportivo comunale noto come "Parc Municipal des Sports", e fu inaugurato nel 1921 con un incontro tra la squadra di casa e il Bordeaux.
Fino al 1965 rimase praticamente la stessa struttura delle origini, allorquando il comune, di concerto con la Federazione, abbatté le tribunette in legno da 500 posti e ne creò una nuova, chiamata "Marathon", da 2 500 posti, che successivamente fu rinnovata nel 1972 e che oggi è nota con il nome di "Ferrasse" in omaggio ad Albert Ferrasse, storico presidente federale e della F.I.R.A. morto nel 2011 proprio ad Agen.
Nel 1988 furono iniziati i lavori per una nuova tribuna, inaugurata nel 1990 con il nome di Basquet, costruita sul lato opposto della Marathon e capace di 4 500 posti.
Nel 1991 lo stadio fu tra quelli scelti in per ospitare un incontro della Coppa del Mondo, formalmente organizzata dall'Inghilterra ma con il sostegno logistico di altre regioni confinanti.
Il 2007 fu l'anno di completamento della tribuna Ovest sul lato corto del campo, successivamente chiamata "Lacroix", progettata per ospitare duemila spettatori.
Programmi successivi, tendenti ad adeguare l'impianto ai requisiti stabiliti dalla Lega nazionale francese di rugby, furono presi in esame e, infine, approvati nel 2015 dal consiglio comunale di Agen per un ammontare complessivo di 337000 €; il grosso dei lavori consiste nella creazione di un'area stampa sotto la tribuna Basquet ( ~155000 €); altri lavori consistono nella realizzazione di aree di ricevimento e di parcheggio per i partner commerciali del club e lavori minori.

## Capienza
La capienza ufficialmente dichiarata è di 12 002 spettatori così ripartiti:
- Tribuna Ferrasse: 2 500 posti. La più anziana dell'impianto, fu completamente ricostruita nel 1972
- Tribuna Basquet: 4 500 posti. Ospita il settore presidenziale e i partner ufficiali del club.
- Tribuna Lacroix: 2 002 posti. Ultima creata, sul settore ovest dello stadio, fu ultimata nel 2007 ed è l'unica a offrire la vista da dietro i pali.
- Pesage: 3 000 posti in piedi. La pesage (francese per: pesatura) è la zona di posti in piedi a bordo campo sul settore privo di gradinate e sotto la tribuna Ferrasse.

Ad essi vanno anche aggiunti 300 posti della "Bodéga Ferrasse", sala coperta di 400 m² che affaccia sul campo, dotata di ristorante, schermi TV a muro e riscaldamento.

## Incontri internazionali
| Arbitro: | Waldron |

|                                                                  |      |                |
| Mauduy 4’, 61’ Darrouy 11’, 73’ Dupuy 44’ Domenech 55’ Haget 65’ | mt   | 25’ Malosti    |
| Vannier 4’, 11’ Cassagne 44’, 55’, 65’, 73’                      | tr   |                |
|                                                                  | c.p. | 35’ Lanfranchi |

| Arbitro: | Stephen Hilditch |

|                                    |      |                    |
| Lafond 10’ Saint-André 47’         | mt   | 40’ Wyatt          |
| D. Camberabero 10’                 | tr   |                    |
| D. Camberabero 4’ Lacroix 68’, 76’ | c.p. | 26’ Wyatt 78’ Rees |
|                                    | drop | 60’ Rees           |